# Dan Eriksson (handbollsspelare)
Dan Gustav Eriksson, född 21 maj 1947 i Huddinge församling, är en svensk före detta handbollsspelare.

## Karriär

### Klubblagsspel
Eriksson började som handbollsmålvakt i klubben Hele men tog steget till utespelare när han var 16 år. Han representerade SoIK Hellas under sina framgångsrikaste år. Med Hellas vann han fem SM-guld, fyra i rad 1969–1972 samt 1977 med det så kallade "gubbalaget". I en intervju i boken Hellas (sid 167-170) berättade Eriksson bland annat om de skador han drabbats av. Två knäskador och en allvarlig handskada har han drabbats av men han har haft tur och skadorna har drabbat honom i slutet av säsongerna och läkt bra. Han berättar om sin träning med skivstång och i löpspåret. Eriksson var en mycket bra försvarsspelare och han blev den spelare som lyckades detronisera Kjell Jönsson från tronen vad gäller flest landskamper.

### Landslagsspel
Dan Eriksson deltog också vid VM för Sverige 1970, 1974 och 1978. 1968–1978 gjorde han 146 landskamper för Sverige, han är Stor Grabb. Säsongen 1970-1971 blev han utsedd till Årets handbollsspelare i Sverige. Han representerade Sverige vid OS 1972 i München.

### Privatliv
Civilt var Dan Eriksson från början polis, men omskolade sig till gymnastiklärare på GIH på Roland Mattssons uppmaning.